# منتخب تركيا لكرة الطائرة للرجال
منتخب تركيا الوطني لكرة الطائرة للرجال (بالتركية: Türkiye erkek millî voleybol takımı)‏ هو ممثل تركيا الرسمي في المنافسات الدولية في كرة طائرة في فئة كرة الطائرة للرجال.